# Église (édifice)
Pour les articles homonymes, voir Église.

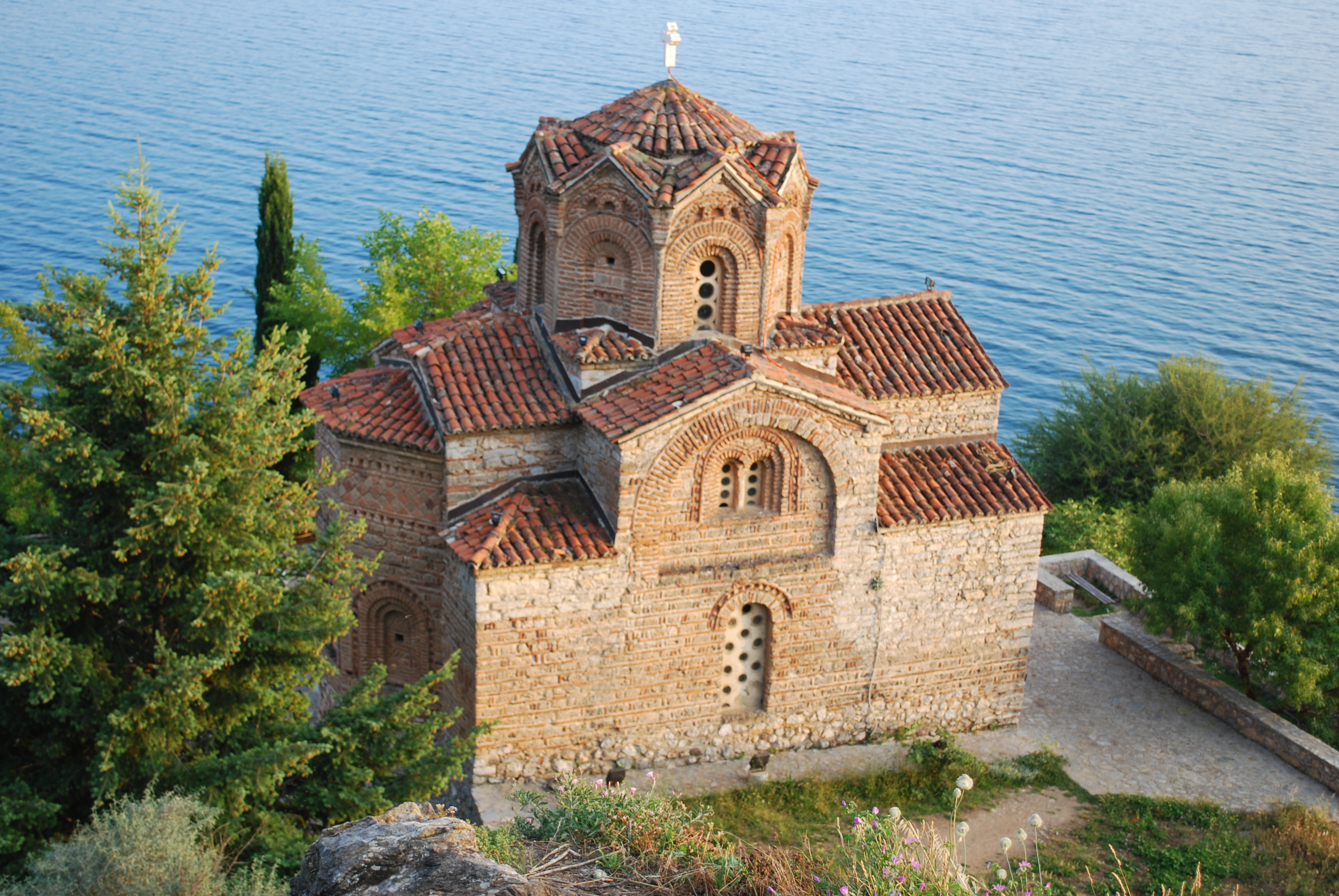
L'église Saint-Jean de Kaneo, à Ohrid en Macédoine du Nord, typique de l'architecture byzantine.

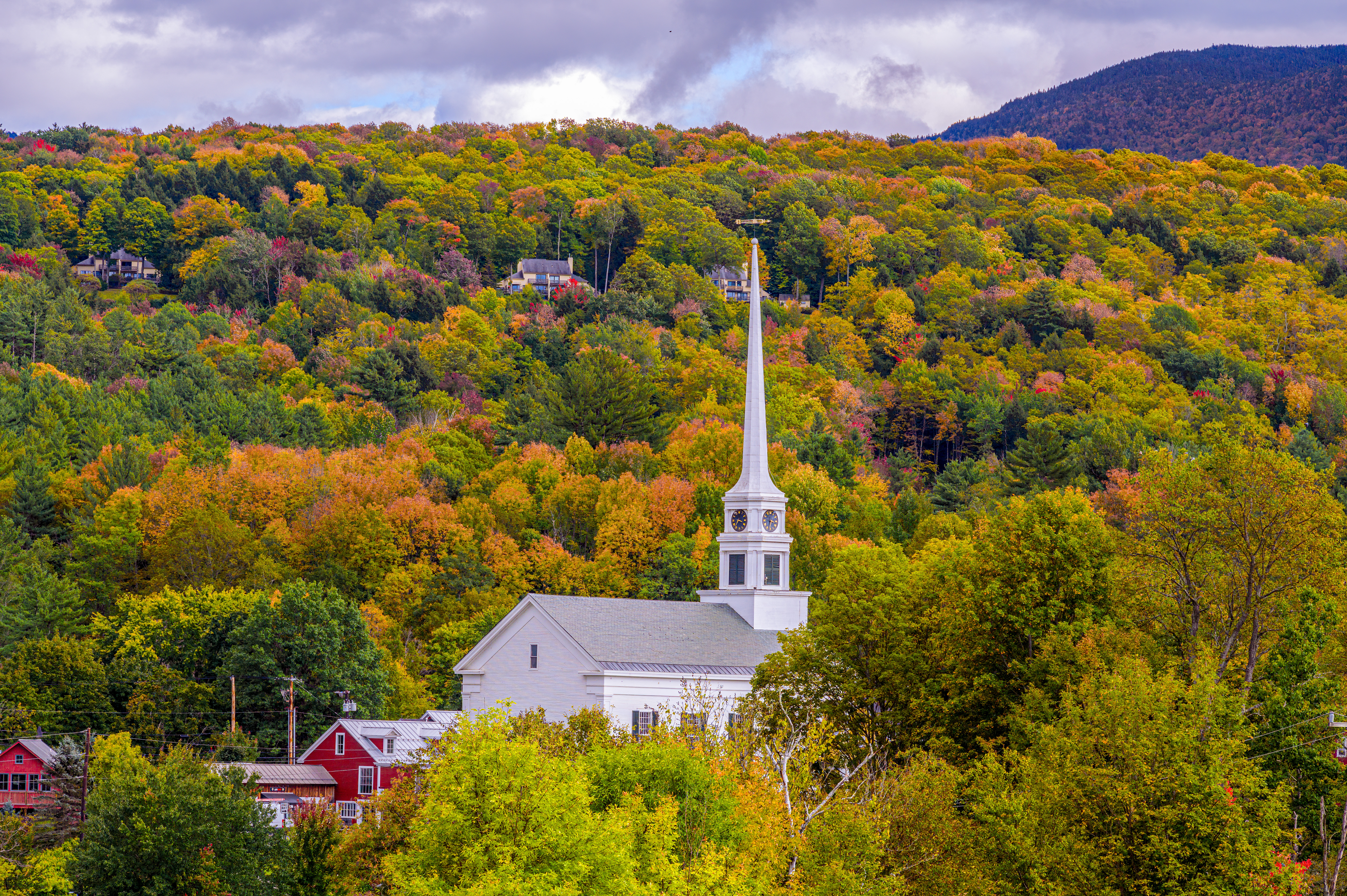
L'église communautaire de Stowe, dans le Vermont.

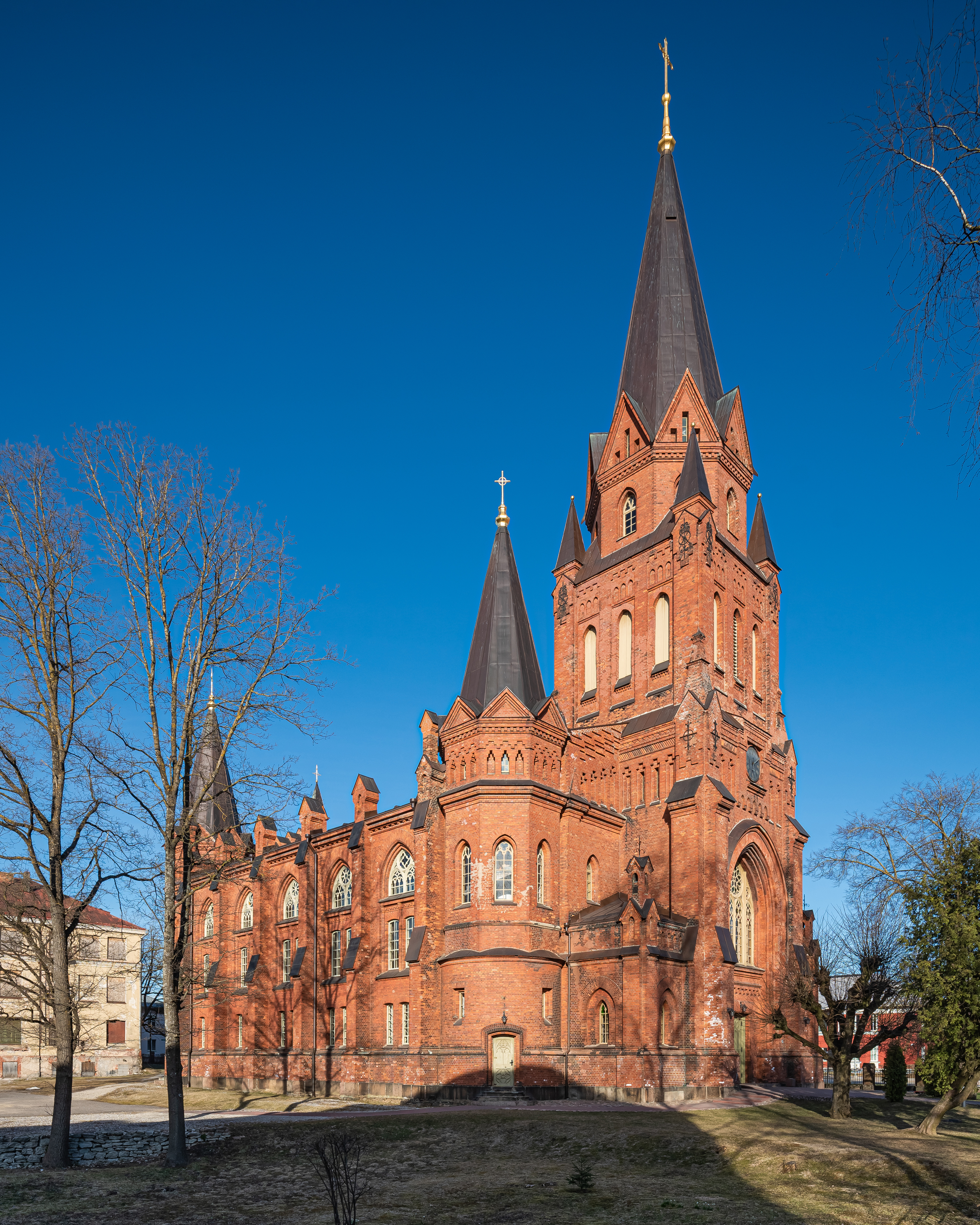
Église Saint-Pierre de Tartu en Estonie (1884).

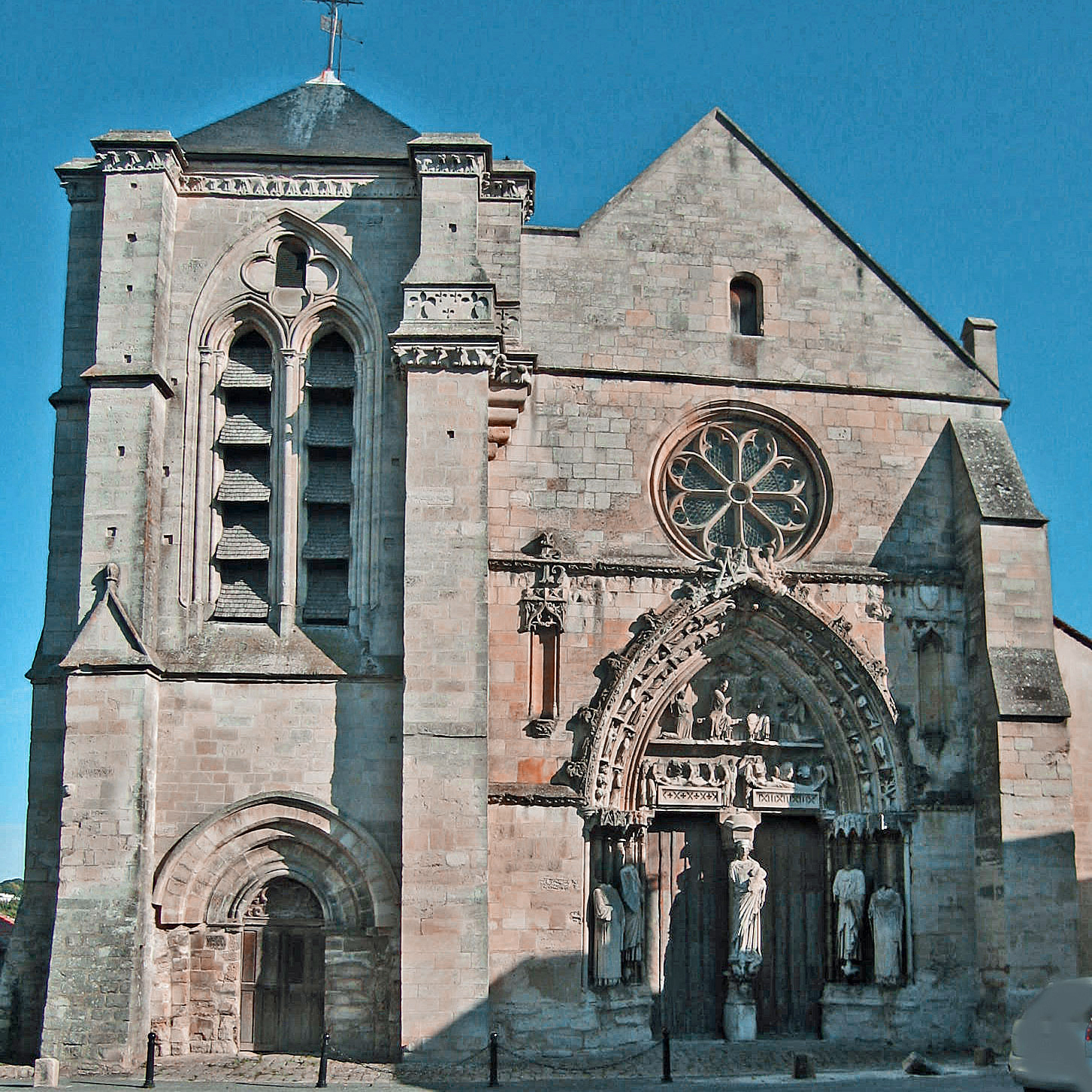
La basilique Notre-Dame-de-Bonne-Garde de Longpont-sur-Orge.

Une église est un lieu de culte dont le rôle principal est de faciliter le rassemblement d'une communauté chrétienne. Sa construction est commanditée par le clergé, financée par les dons des laïcs, réalisée par les artistes et artisans. Son ordonnancement architectural a évolué au fil des siècles selon son importance et sa fonction. Son entretien est dévolu au pouvoir religieux ou aux pouvoirs publics selon les pays et la conservation des plus remarquables est prise en charge au titre des différentes politiques de protection du patrimoine culturel.

## Historique
L'histoire de l'édification des églises suit l'évolution de l'implantation du christianisme dans le monde romain, en Orient et en Occident, puis celle de l'évangélisation des nations sur tous les continents, depuis l'Antiquité tardive jusqu'à l'époque contemporaine avec une période phare située entre les XIe siècle (art roman) et XVIe siècle (Renaissance).

### Antiquité tardive
Établies dans les domus ecclesiae, les maisons des premiers chrétiens, et parfois édifiées à l'emplacement d'anciens lieux de culte païen, les premières églises connues sont celles de l'Antiquité tardive, comme la domus ecclesiae de Doura Europos en Syrie orientale (241), l'église du Saint-Sépulcre à Jérusalem (330) ou les Tituli de Rome comme le titulus Clementis (IVe siècle) érigé au-dessus d'un mithraeum.

### Renaissance

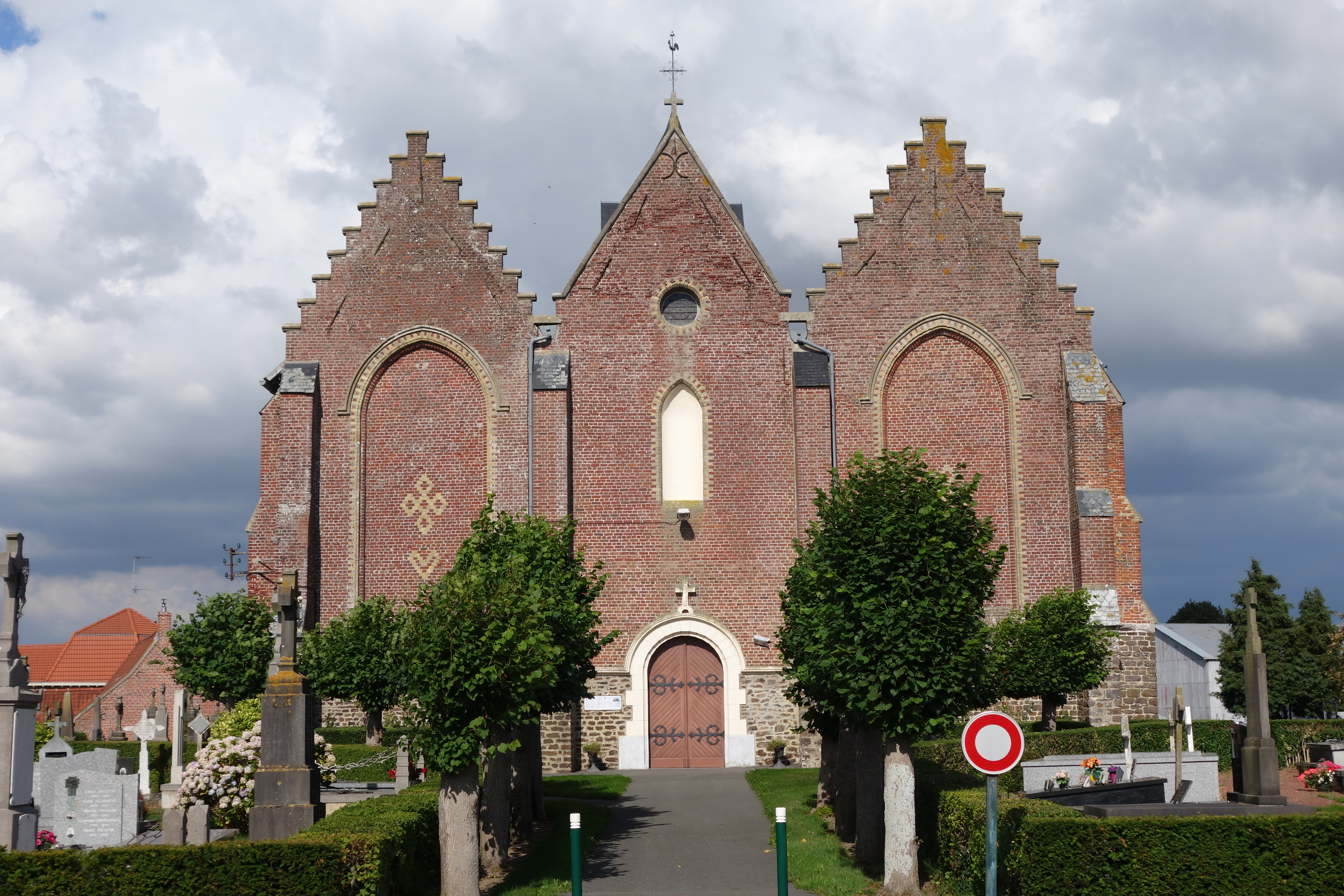
Façade de l'église Saint-Omer de Ledringhem, dans le Nord de la France, montrant le style église-halle, avec nef à trois vaisseaux juxtaposés et l'entrée principale vers le sud-ouest.

### XVIIIe siècle et XIXe siècles

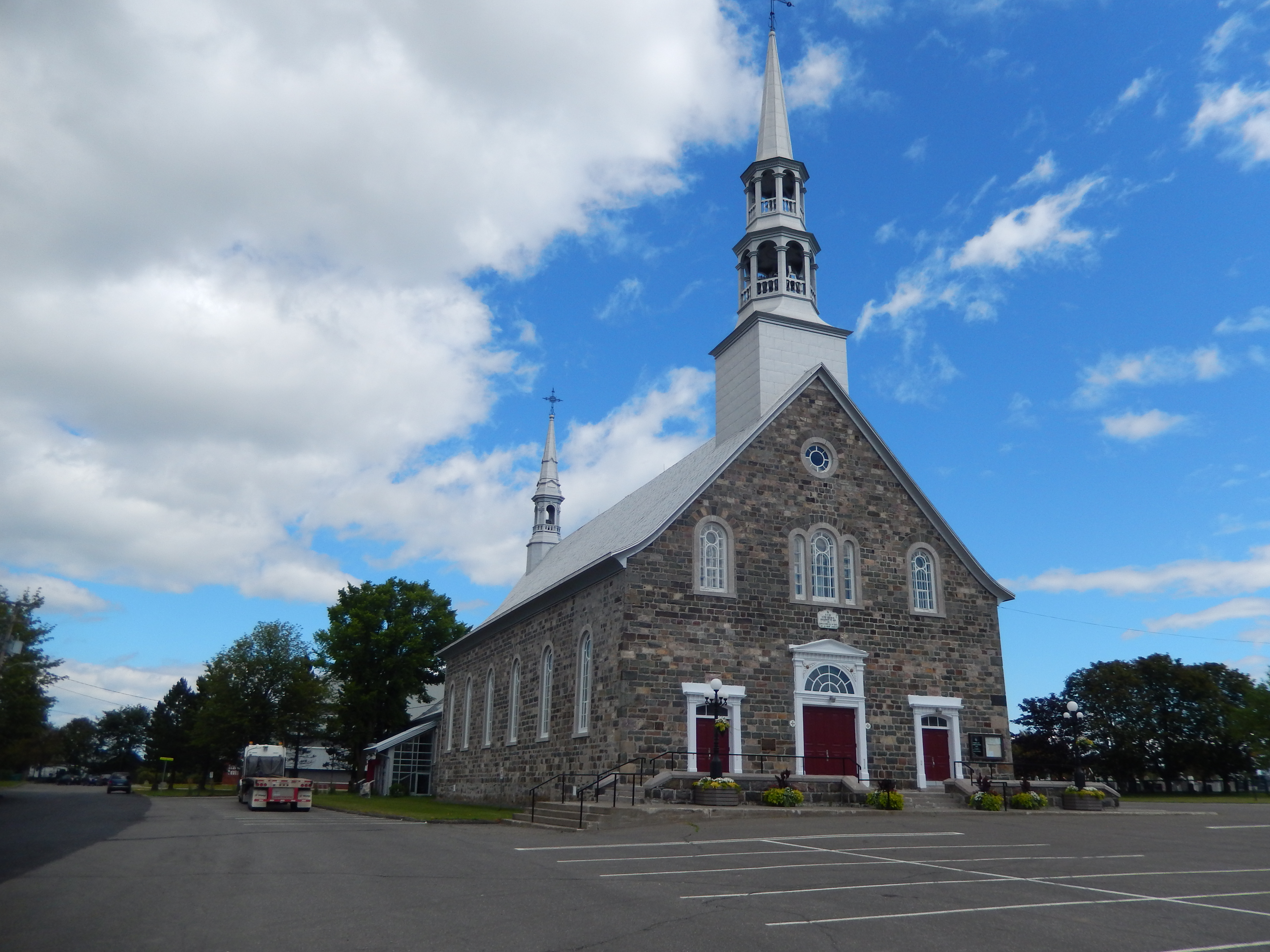
Vue de Saint-Georges de Cacouna (1845-1848), typique des églises du Québec du XIX.

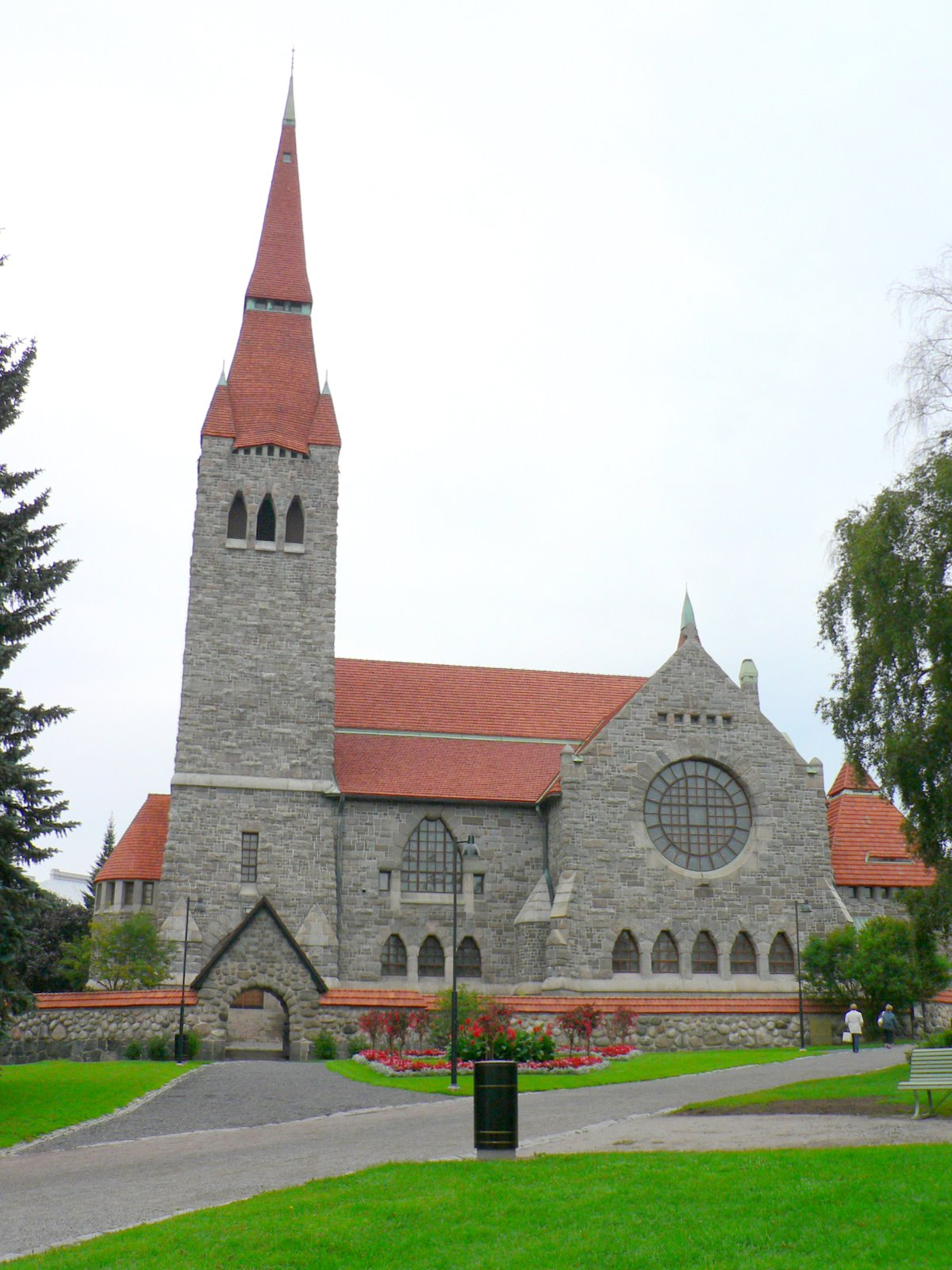
La cathédrale de Tampere, qui représente le style nationalisme romantique.

### Moyen Âge
« De sa naissance jusqu'à son dernier jour, l'église est associée à chacun des grands moments de la vie de l'homme médiéval. Au-delà de la pratique religieuse, l'église paroissiale, comme la cathédrale d'ailleurs à l'échelle de l'évêché, est un lieu de sociabilité, qui permet le rassemblement des petites gens et cimente la communauté humaine. Les corporations et les confréries y tiennent leurs réunions, ainsi que les instances civiles, tant que des « maisons communes » n'auront pas été construites. On y joue, on y bavarde, on y donne des rendez-vous, parfois galants. Sur son parvis, on paie la dîme et sur sa place, on organise marchés et foires. Parfois, en période de trouble, on la fortifie pour pouvoir s'y retrancher. Enfin, en rythmant la journée des hommes, ses cloches sont les seules à lui fournir une donnée essentielle : l'heure ».
Dans le monde catholique romain, cohabitent les vivants et les morts à l'intérieur des églises paroissiales qui abritent les tombes individuelles ou des caveaux communs, périodiquement vidés, les restes étant transférés dans les ossuaires des cimetières attenants[réf. nécessaire]. Cette pratique des exhumations est à l'origine des odeurs pestilentielles que dégagent les corps ensevelis, ce qui forçait parfois les fidèles à sortir durant la messe dominicale.

### XXeetXXIesiècles
La patrimonialisation des sites religieux coïncide avec l'émergence du tourisme de masse (concernant notamment les visiteurs qui hésitent souvent entre le pèlerinage stricto sensu et le tourisme religieux) et la baisse de la pratique religieuse à partir des années 1960. De cultuel, l'enclos devient très lentement, mais progressivement, un lieu culturel. Conscientes de la paternité effective des lieux sacrés, les communautés locales pouvant bénéficier de ce tourisme sont inégalement portées par ce mouvement de réappropriation collective que constitue la patrimonialisation, certains fidèles acceptant mal l'hétérogénéité prononcée des visiteurs, croyants ou non.

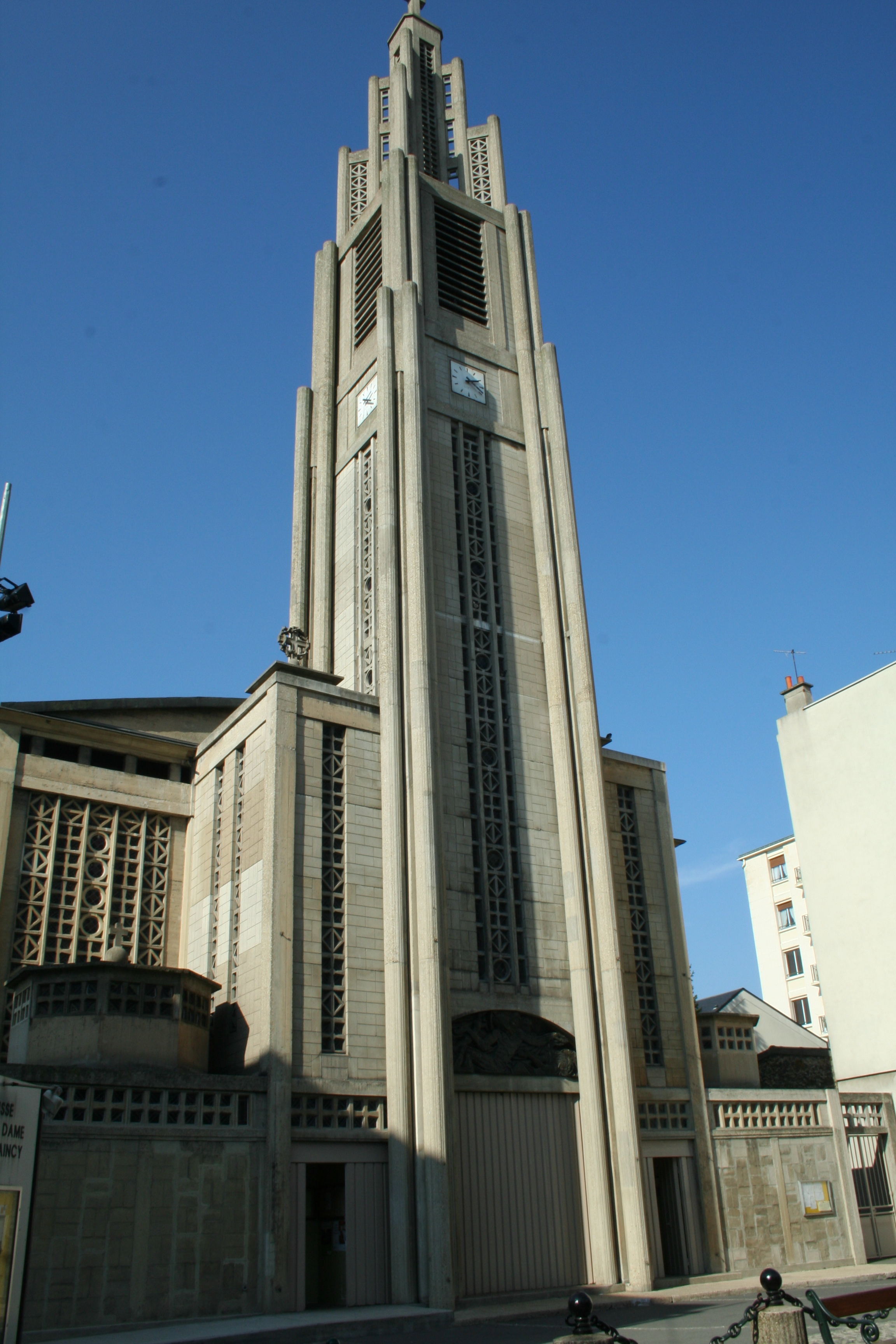
Notre-Dame du Raincy, première église construite en béton armé en France.

## Fonctions des lieux de culte

### Catholicisme

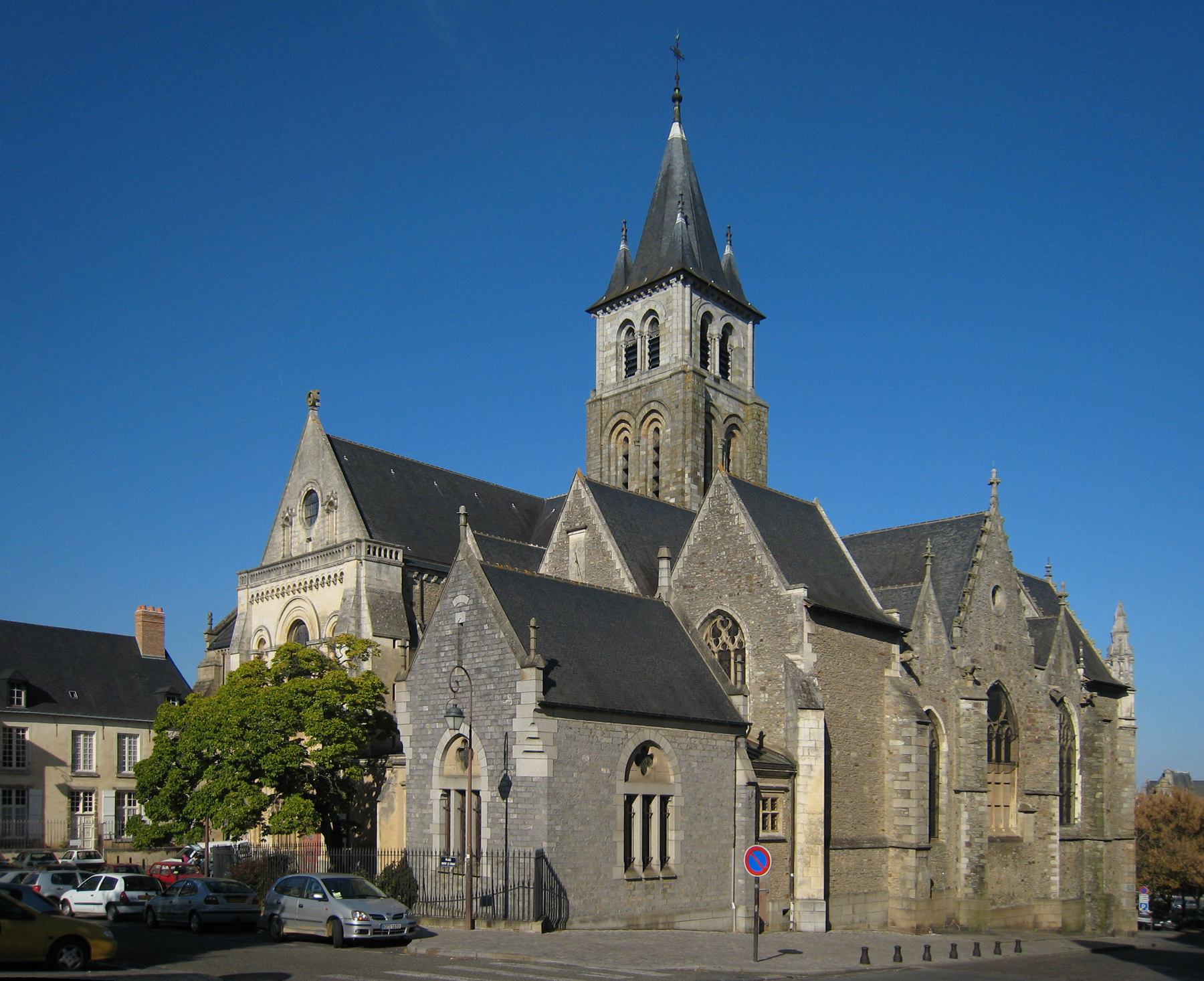
La cathédrale de Laval, une église catholique qui a successivement servi de chapelle, d'église paroissiale puis tardivement de cathédrale.

Principal édifice de ce type de la paroisse dans le christianisme, l'église consiste en un bâtiment consacré à la prière et aux pratiques cultuelles des chrétiens comme la messe dite dans une église par le prêtre, dans le catholicisme et l'orthodoxie. Les édifices qualifiés de chapelles sont généralement privés, comme la chapelle d'un château, ou réservés à une communauté religieuse, par exemple un monastère.
Suivant ses statuts ou le clergé qui y est attaché, selon son importance (titres divers correspondant à une dignité) et sa fonction (église funéraire, commémorative, sanctuaire de pèlerinage, célébration du culte), une église catholique peut être appelée :
- cathédrale (primitivement « église cathédrale », le mot étant un adjectif) si elle est l'église principale du diocèse, dans laquelle se trouve la cathèdre, à savoir le trône de l'évêque diocésain; une cocathédrale garde le statut de cathédrale bien qu'elle ne soit pas ou plus l'église principale du diocèse.
- primatiale (adjectif et nom) si elle est siège d'un primat, évêque ayant une primauté sur les autres.
- abbatiale (adjectif et nom) si elle est l'église principale d'une abbaye.
- collégiale (adjectif et nom) si elle est ou était desservie par un collège (le chapitre) de chanoines séculiers ou réguliers comme les augustins.
- priorale si elle est l'église d'un prieuré simple ou conventuel.
- paroissiale (adjectif seulement) si elle est le siège d'une communauté de chrétiens constituant une paroisse ; en France les communes instituées après la révolution ont le plus souvent repris les limites territoriales des paroisses.
- décanale (adjectif seulement) si elle est le siège d'un doyenné, regroupant plusieurs paroisses autour d'un doyen.
- basilique (adjectif et nom)
  - si elle est une église à plan basilical.
  - ou si elle a été fondée par un empereur.
  - ou si elle a reçu ce titre spécial du pape du fait de sa fonction de lieu de pèlerinage lui donnant une fonction dépassant l'aire de la paroisse.
- Une chapelle est un lieu de culte secondaire :
  - si elle dépend d'une paroisse, elle est alors destinée au culte d'un saint, d'une confrérie ou d'un quartier parfois appelé frairie en Bretagne.
  - elle peut être privée, la célébration d'une messe est alors soumise a des autorisations exceptionnelles.
  - elle est castrale ou nosocomiale si elle appartient à un château ou à un hôpital (chapelle d'autre bâtiment civil).
  - elle est commémorative si elle marque un lieu particulier (source miraculeuse, emplacement d'un miracle, tombeau d'un saint isolé ou ex-voto).
  - elle est cimetériale si elle est bâtie dans un cimetière.
- Un oratoire est un lieu destiné à la prière; construction d'importance variable allant d'un édifice monolithe doté d'une niche abritant une statue protégée par une grille à un édifice plus important analogue à une chapelle; parfois privé il est le plus souvent en bordure de route, d'un chemin de pèlerinage ou de procession.

### Christianisme orthodoxe

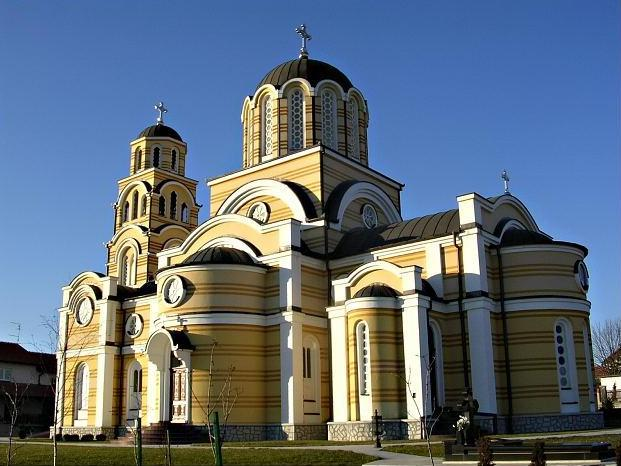
Église d'Arandjelovac en Serbie (culte orthodoxe).

- Une métropole est une cathédrale (siège d'archevêché).
- Un catholicon (ou katholikon) est l'église principale d'un monastère cénobitique oriental.
- Un kyriakon (mot qui a donné Kirche et church) est l'église principale d'une skite ou d'une laure.
- La plus grande église d'une ville, si elle n'est pas cathédrale, est appelée en Grèce katholiki sans rapport avec le catholicisme.

Le terme générique désignant le ou les saint(s) au(x)quel(s) l'église est dédiée est le vocable ou la dédicace.

### Protestantisme
Dans le protestantisme, l'édifice ayant la même utilité est historiquement appelé le temple et non pas l'église, le terme « Église », avec majuscule, étant essentiellement retenu pour désigner l'institution, ou bien la communauté des chrétiens. Dans quelques cas exceptionnels, notamment dans le contexte luthérien institutionnel, le mot église est utilisé pour désigner un édifice.

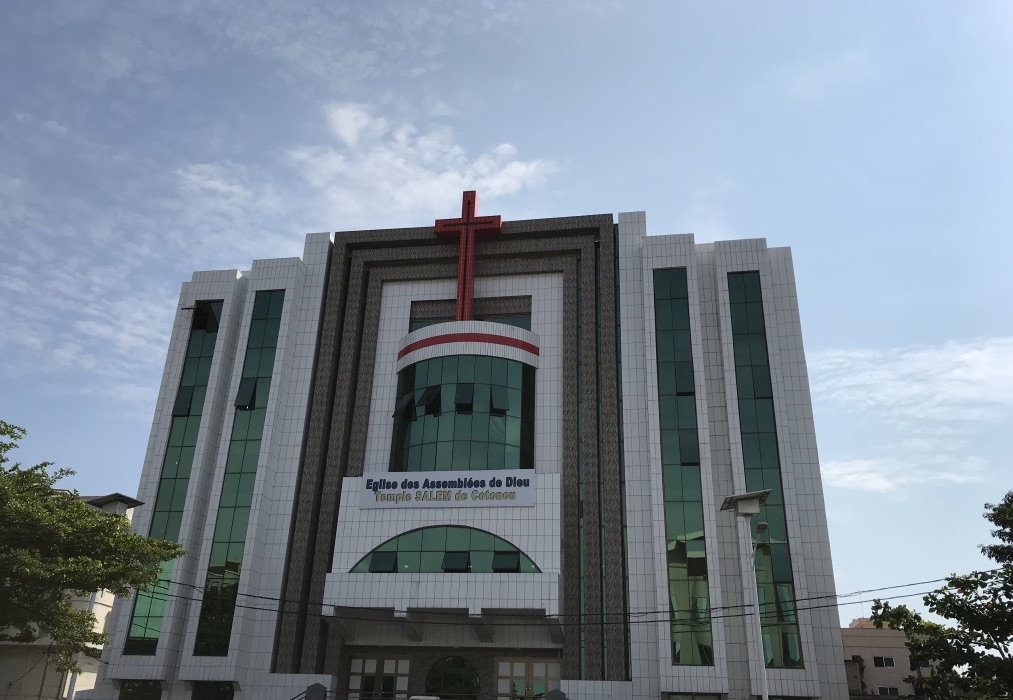
Temple Salem de Cotonou, affilié aux Assemblées de Dieu, à Cotonou, au Bénin, 2018.

Les lieux de cultes évangéliques sont généralement appelés « temple » ou « bâtiment (d'église) »,,. Dans certaines megachurches, l’appellation « campus » est parfois utilisée,. L’architecture des lieux de cultes est majoritairement caractérisée par sa sobriété,. La croix christique est l’un des seuls symboles spirituels qui peut généralement être vu sur le bâtiment d’une église évangélique et qui permet d’identifier l’appartenance du lieu,.
Certains cultes ont lieu dans des théâtres, des écoles ou des salles polyvalentes, en location pour le dimanche uniquement,,. En raison de leur compréhension du deuxième des dix commandements, les évangéliques n’ont pas de représentation matérielle religieuse comme des statues, des icônes ou des tableaux dans leurs lieux de culte,. Dans certains bâtiments se trouve un baptistère, sur la scène de l’auditorium (aussi appelée « sanctuaire ») ou dans une salle distincte, dans lequel on procède au baptême par immersion,.

## Architecture

Plan type d'une église classique en forme de croix latine, avec nef et transept.

Dans la religion chrétienne, aucun texte n'édicte de règle architecturale pour la construction d'une église. De même, la liturgie n'impose aucune formule, aucun style mais les maîtres d'ouvrage appliquent les prescriptions du droit canon selon lesquelles les ordinaires doivent « surveiller que, dans la construction et la réparation des églises, soient respectées les formes acceptées par la tradition chrétienne ainsi que les règles de l'art ».

### «Orientation»
L'église originelle du Saint-Sépulcre de Jérusalem était composée de deux bâtiments : à l'est du rocher du calvaire s'élevait une basilique (le Martyrium), et à l'ouest du rocher se trouvait la rotonde (l'Anastasis) abritant le tombeau de Jésus. Cette basilique fut orientée Est-ouest, comme le Temple de Jérusalem alors en ruines, faisant de cet édifice chrétien le « nouveau Temple » du Christ.
Trois des quatre basiliques majeures de Rome ont gardé cette orientation avec l'entrée à l'est et l'autel à l'ouest : la Basilique Saint-Pierre, la Basilique Saint-Jean-de-Latran, et la Basilique Sainte-Marie-Majeure. Cependant, la plupart des églises adoptent l'orientation réciproque, avec la façade à l'ouest et l'autel vers l'orient. Près d'un tiers des églises sont occidentées à l'origine (avant la période byzantine) mais il apparaît d'abord que l'orientation des églises n'est pas la règle.
Depuis les origines et jusqu'au XVe siècle, dans tous les pays chrétiens, l'édifice de l'église était adapté à une prière communautaire dirigée vers l'orient - c'est là l'origine du mot « orientation ». Car l'attente du soleil levant (symbole du Christ ressuscité, et qui dit par ailleurs qu'il est « la lumière du monde » - Jean 8,12) est un trait essentiel de la prière et de la spiritualité chrétiennes. Aujourd'hui cette tradition est maintenue dans l'Église de l'Orient. De même, « le soleil signifie d’abord lumière et lumière suprême (…) et selon saint Eusèbe d'Alexandrie, les chrétiens jusqu'au Ve siècle adoraient Dieu le visage tourné vers le soleil levant. Le soleil montant est d’ailleurs très souvent comparé à un oiseau. Le mazdéisme assimile le soleil à un coq qui annonce le lever du jour, et nos clochers chrétiens portent encore cet oiseau qui symbolise la vigilance de l’âme en attendant la seconde venue du Christ, la naissance de la Grande Aurore ». Le coq est d'ailleurs souvent représenté avec les instruments de la Passion.
À l'intérieur des églises d'Occident, les fidèles étaient traditionnellement répartis des deux côtés de la nef : les hommes au sud (à droite en regardant vers l'autel) et les femmes au nord. Dans le rite copte d'Égypte c'est l'inverse, avec les femmes à droite et les hommes à gauche.
L'orientation traditionnelle du chœur vers l'orient est déclarée facultative selon les préceptes des Instructions fabricae de Charles Borromée, artisan de la Réforme catholique et selon le pape Pie V qui considère en 1572 qu'il importe plus que la façade de l'église soit bien orientée par rapport à la ville, son axe principal et sa grande place.

### Lieu de construction

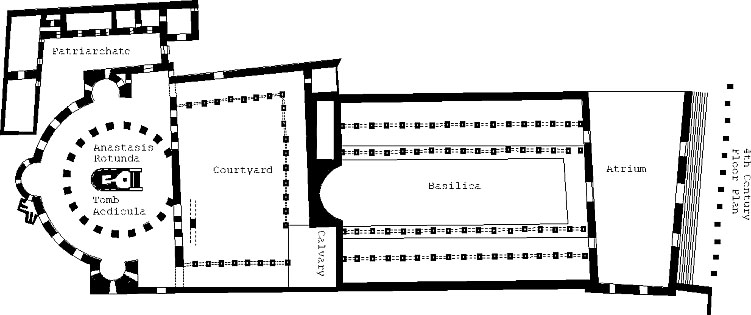
L’église du Saint-Sépulcre construite à partir de la rotonde de l’Anastasis reliée à la basilique par un atrium.

Les premières églises, au temps de la clandestinité ou de la plus ou moins grande tolérance selon les régions et les autorités, c'est-à-dire avant l'édit de Milan en 313, étaient des maisons-églises (Domus ecclesiae), c'est-à-dire une pièce réservée dans la demeure d'un membre de la communauté chrétienne. Cependant, les textes qui en font état (Actes des Apôtres, procès-verbaux dressés lors des persécutions des chrétiens) mentionnent la communauté, appelée l'Ecclesia ou l'église domestique, et non l'emplacement matériel. Une vision romantique veut que les catacombes furent parfois utilisées comme telles lorsqu'elles commencèrent à être édifiées, notamment à Rome mais elles servaient de cimetières où les chrétiens enterraient chaque jour les leurs près des martyrs (inhumation ad sanctos) sur les tombes desquels ils pratiquaient un culte funéraire à la romaine, le refrigerium.
Dans les villes romaines, après la chute des religions polythéistes les évêques s'efforcèrent d'établir dès le IVe siècle les lieux de culte au Christ (l’ecclesia parfois qualifiée d’ecclesia mater ou senior) à l'emplacement de temples (exemple : le Parthénon à Athènes ou le Panthéon à Rome) ou de fana convertis pour l'occasion ou le plus souvent de lieux particuliers intra-muros au sein du groupe épiscopal. Les chapelles des grands domaines fonciers deviendront souvent des églises paroissiales[réf. nécessaire]. Les lieux de culte suburbains étaient par contre construits sur des zones cémétériales, lieux de sépulture d'un martyr ou de son supplice de type martyrium, oratoire ou basilique.
Traditionnellement, lorsque l'on décidait de construire une église :
- on choisissait un saint protecteur de cet édifice (le saint patron) ; ce choix était souvent le fait du responsable temporel de l'église sur le domaine duquel allait être construite l'église : l'évêque, un propriétaire, ou des abbayes.
- pour les plus grandes églises, à partir du milieu du Moyen Âge, à l'endroit choisi pour ce qui serait la croisée des transepts, on plantait ponctuellement un grand mât le jour de la fête du saint patron ; cette opération avait lieu au lever du soleil si cette fête se célébrait avant le solstice d'été, ou au coucher du soleil si cette fête se célébrait après le solstice d'été. On notait alors l'ombre portée par le mât, la direction de cette ombre définissant l'axe est-ouest (appelé decumanus chez les Romains). D'autres opérations s'ensuivaient : tracé du cercle dans lequel s'inscriraient les quatre piliers du transept, tracé du cercle définissant le sanctuaire, définition de la nef...

En Europe occidentale, le style architectural des églises s'illustre en plusieurs périodes successives dont voici les principales :

### Art roman

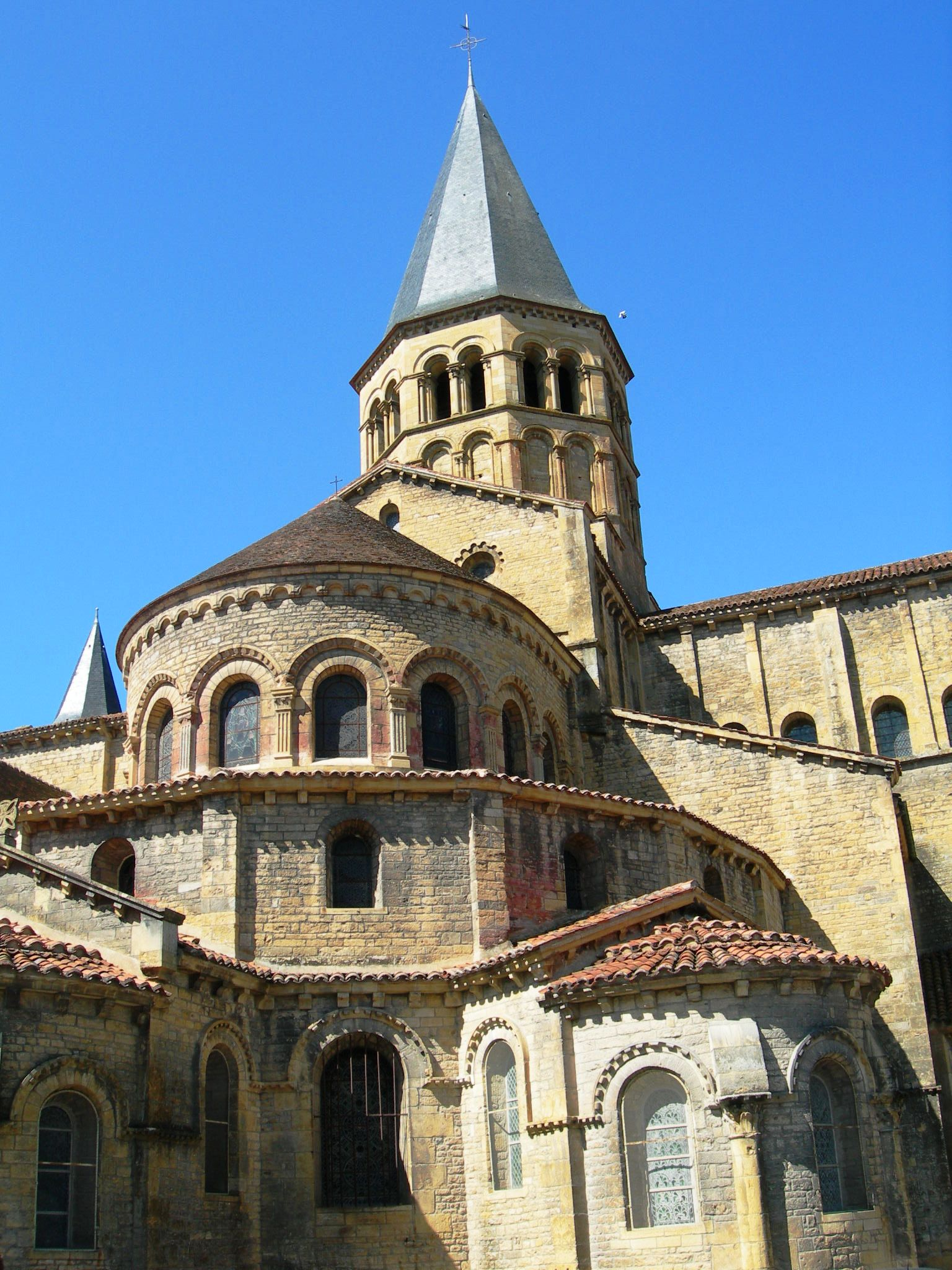
La basilique romane de Paray-le-Monial.

L'art roman se reconnaît principalement par l'emploi de l'arc en plein cintre, qui forme un demi-cercle parfait. Il utilise les techniques et souvent les décors, hérités de l'Antiquité, d'où son nom.
Son aspect est souvent massif, pas très élancé, avec d'assez petites ouvertures et des murs épais parce que l'église romane est conçue pour être couverte de fresques, pour être utilisée la nuit (nombreuses vigiles non seulement monastiques, mais aussi paroissiales) et pour être éclairée de lampes. À cette époque on ne connaît pas encore le progrès technique des arcs-boutants et des clefs de voûte (vers le XIIe siècle) ; on utilise alors de larges murs pour éviter un effondrement du toit.
L'art byzantin, en Orient, est une variante de l'art roman qui privilégie les plans centrés inspirés de la Grande Église (Sainte-Sophie de Constantinople). Il ignore le déambulatoire.

### Art gothique

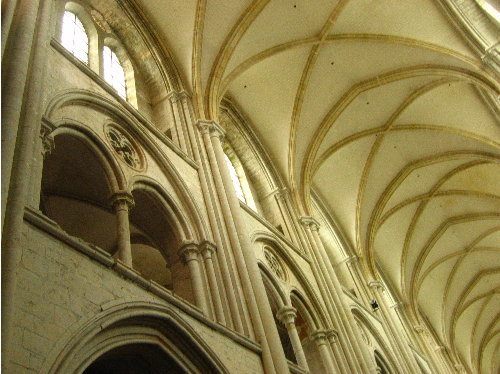
Les voûtes gothiques de l'église abbatiale de Fécamp.

L'art gothique se reconnaît par l'emploi de l'arc brisé, dont la clef de voûte forme un angle entre les deux arcs qui la composent. Il a surtout été utilisé pour la reconstruction des cathédrales.
Son aspect est plus svelte et élancé grâce à l'emploi d'arcs-boutants, qui permettent de reporter la poussée loin des murs et servent de gouttières pour rejeter les eaux de pluie. Les murs sont alors évidés pour faire place à de larges baies ; les façades s'ornent de splendides vitraux comme à la Sainte Chapelle, ou dans la Cathédrale de Beauvais, plus haute clef de voûte gothique avec ses 48 mètres, caractérisée par sa forme en croix grecque (le transept et la nef possèdent la même longueur). On utilise aussi des gargouilles, monstres difformes censés éloigner le Diable. Celles-ci sont souvent en haut des tours ou à l'embouchure des gouttières, comme ornements.

### Architecture contemporaine

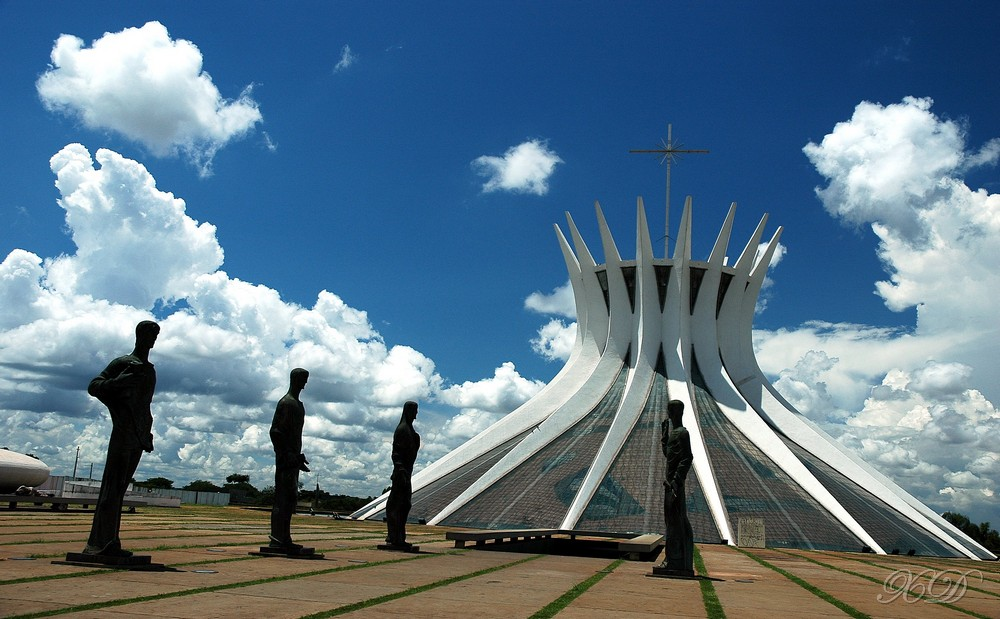
La cathédrale de Brasilia.

On qualifie de contemporaines les églises bâties en France à partir des années 1920, à la suite des destructions de la première Guerre mondiale notamment. Les architectes renouvellent le sujet, proposent des innovations tout en veillant au respect des normes liturgiques. Certaines églises sont issues du mouvement d'urbanisation des villes, l'Église catholique souhaitant que des édifices de culte soient au plus près des populations : l'église Notre-Dame du Raincy par Auguste Perret est l'une d'entre elles.
À partir des années 1950, à la suite des destructions de la seconde Guerre mondiale, plus importantes, la reconstruction d'édifices accompagne le mouvement liturgique qui précède le concile Vatican II, et introduit bon nombre d'innovations notamment en France et en Allemagne, nations durement touchées. La Revue de l'art sacré s'en fait un écho minutieux.
Dans les années 1960 les églises contemporaines correspondent d'une part à la reconquête catholique des quartiers et des banlieues, d'autre part à la fin de la période des reconstructions.
Elles possèdent des signatures architecturales : Le Corbusier, Claude Parent, Paul Tournon. Elles abandonnent le plus souvent la forme de croix romaine (nef et transept). Siège du diocèse d'Évry-Corbeil-Essonnes, la cathédrale de la Résurrection d'Évry est la seule cathédrale à avoir été consacrée en France au XXe siècle.

## Entretien des églises et conservation du patrimoine

### France
Faute d'un entretien suffisant de la part des municipalités qui en ont la charge, plusieurs milliers d'églises sur les 45 000 que compte la France encourent un risque important d'être rasées dans les prochaines années. Il faut remarquer que les villages n'ont pas toujours les moyens financiers d'entretenir leur église, même si elle n'est pas très imposante. De même, certaines grandes villes qui comptent les dizaines de superbes édifices ne peuvent souvent assurer seules l'entretien et les travaux. La France est l'un des pays qui comptent le plus d'édifices religieux, et c'est de façon globale que le coût de restauration est très élevé. Ce problème s'applique de la même façon aux très nombreux châteaux et manoirs.

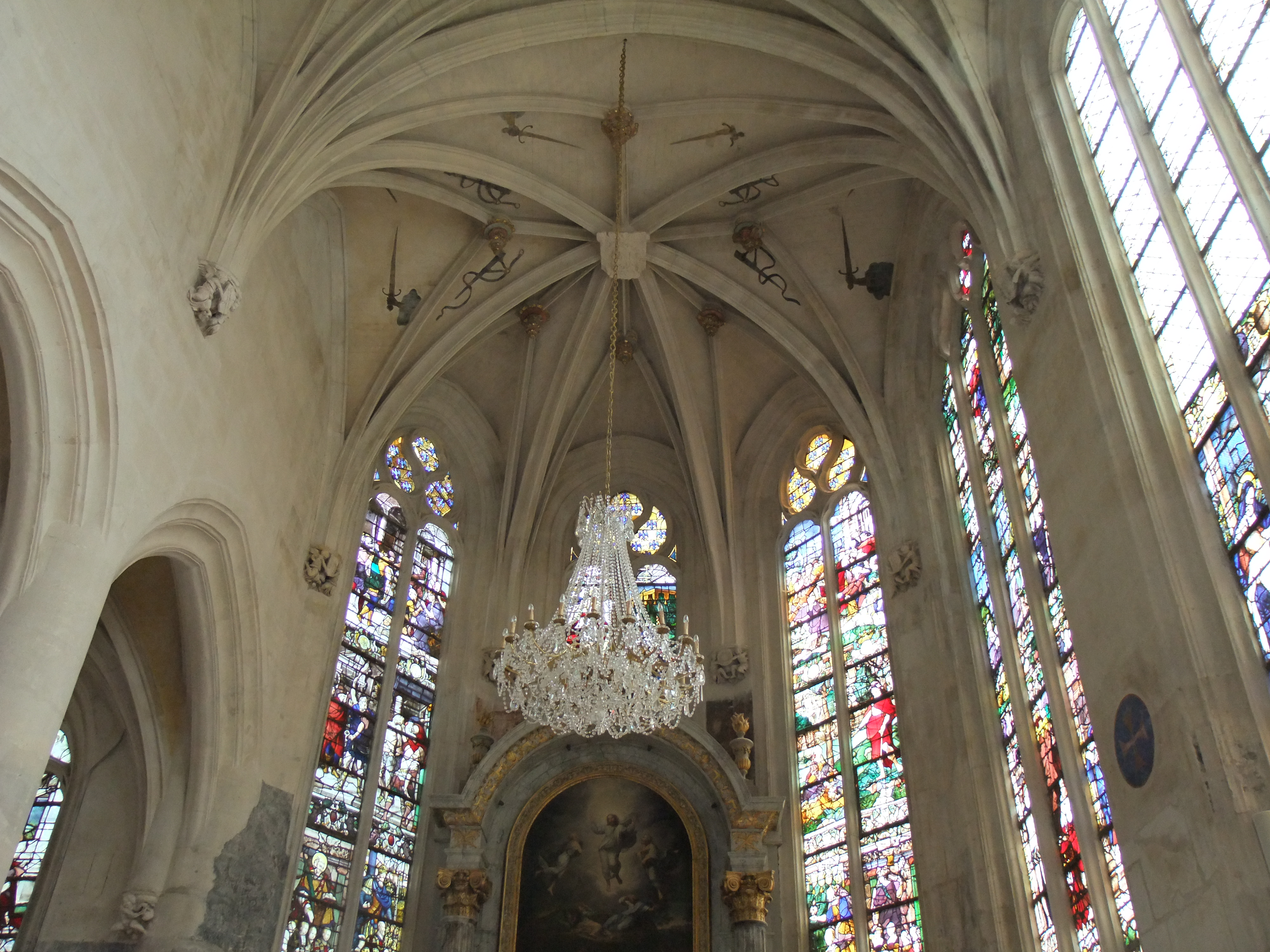
L'église Saint-Acceul d'Écouen.

Il n'y a pas de véritable recensement des bâtiments cultuels en France. L'Observatoire du patrimoine religieux en estime le nombre à 100 000 sur la base d'une moyenne de 2,5 édifices dans chacune des 36 000 communes.
Néanmoins, un grand nombre de communes restaurent de façon remarquable leurs églises. La commune d'Écouen, par exemple, achève en 2010 les importants travaux de rénovation intérieure de l'église Saint-Acceul, édifice connu pour son architecture (Jean Bullant), mais surtout pour ses vitraux. Le coût de ce chantier est estimé à près de 1,5 million d'euros, financé en partie par l'État.
Certaines communes organisent dans leur église, en plus des offices religieux, des événements laïques, comme des concerts d'orgue ou d'autres instruments d'époque.
Les églises reconnues pour leur architecture ou leur décoration intérieure peuvent générer une activité touristique et donc un dynamisme économique, à même de faciliter leur entretien. Mais tous les édifices religieux ne présentent pas d'intérêt touristique, ce qui complique leur restauration.

### Église et énergies renouvelables
Avec l'évolution technologique et la baisse des coûts de production des panneaux solaire photovoltaïque,, de plus en plus de communes font le choix d'installer sur le toit de leurs églises des panneaux photovoltaïque.

## Le label Église verte en France
Dans la foulée de l'encyclique Laudato si' du pape François « sur la sauvegarde de la maison commune » (sauvegarde de la Création) parue en juin 2015, le label Église verte a été créé en 2017 pour favoriser la conversion écologique des communautés chrétiennes (églises, monastères et établissements chrétiens).

## Conversion des églises

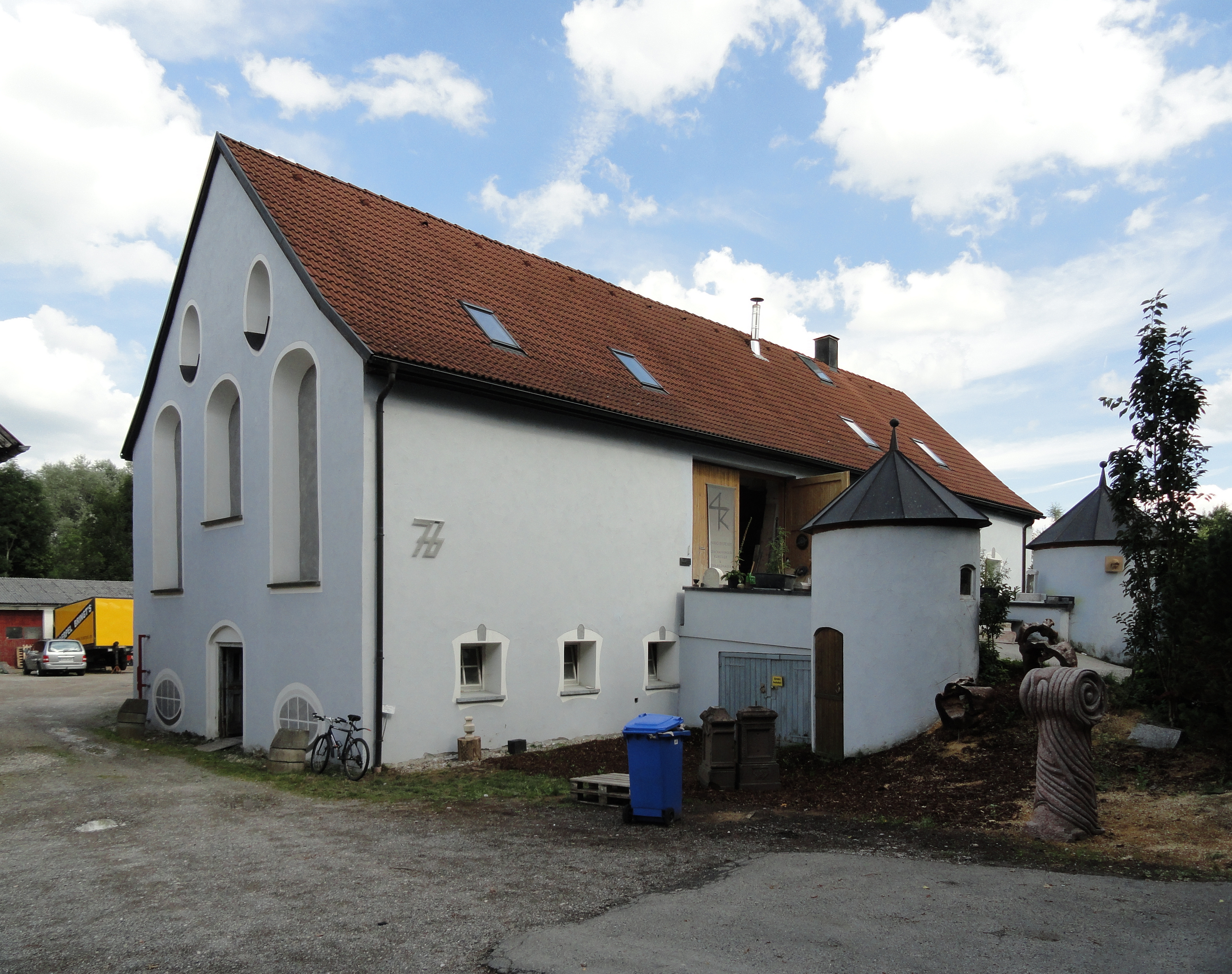
Église Sainte-Anne de Schwabelsberg à Kempten en Allemagne, transformée en bâtiment d'habitation.

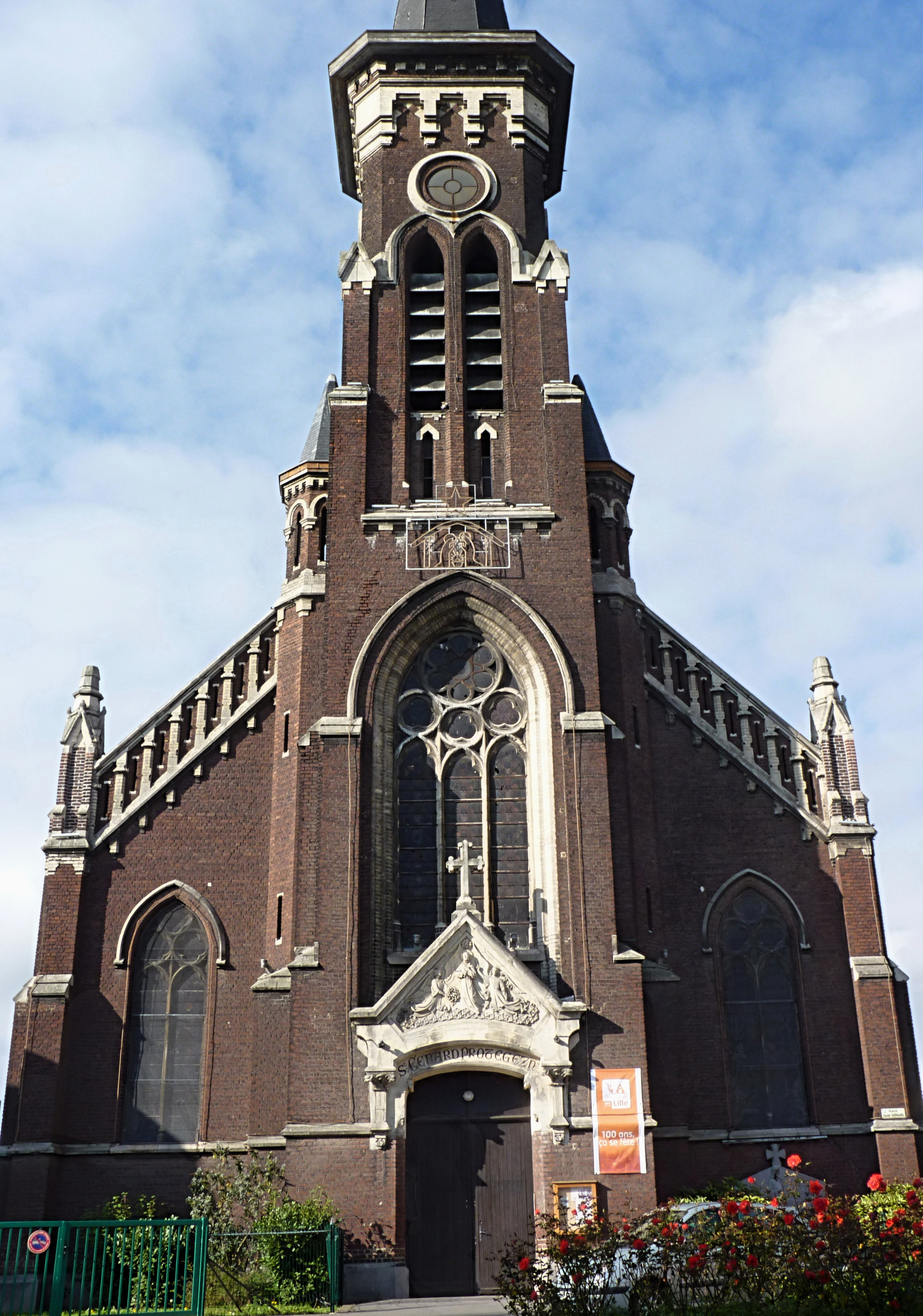
Église Saint-Gérard de Wattrelos à Wattrelos, en France, transformée en école d'artisanat.

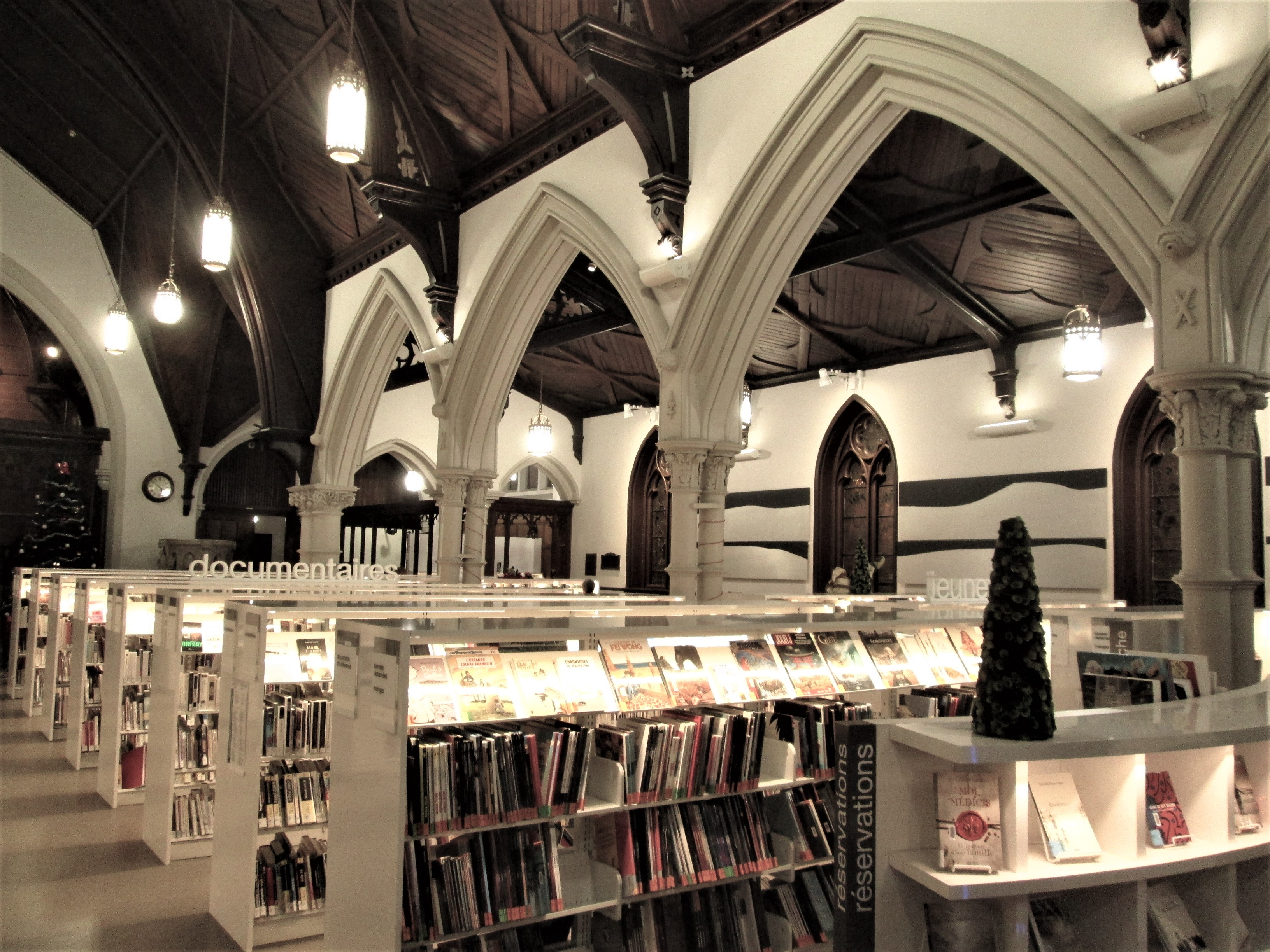
Intérieur de l'ancienne église anglicane St. Matthew devenue la bibliothèque municipale Claire-Martin du quartier Saint-Jean-Baptiste à Québec, Canada. Les éléments architecturaux d'origine ont été préservés.

Dès les premiers siècles du christianisme, l'institution ecclésiale devient propriétaire de ses lieux de culte. La législation pontificale invalide par la suite toute aliénation des propriétés ecclésiastiques opérée sans avis de Rome et cherche un appui auprès des pouvoirs civils, non seulement pour défendre son bien mais aussi pour l’insérer dans un cadre qui puisse défier le temps. Depuis le XXe siècle, s'est posée la question de certaines reconversions pour fonctions différentes.
Certaines églises désaffectées ont été transformées pour d'autres usages, tels des bibliothèques, logements ou salles de spectacle,,.

## Lieux de culte multiconfessionnels
Dans l'histoire, en fonction des changements de majorité dans la confession des habitants d'un territoire on a pu voir des lieux de culte changer de destination : cathédrales devenant mosquées (Sainte Sophie) ou l'inverse (Mezquita de Cordoue). De nos jours l'actuelle mosquée Jamme Masjid de Brick Lane, à Londres a fait office de temple protestant, au temps des huguenots, avant de se transformer en synagogue, puis en mosquée récemment. En France, au début de l'été 2015, Dalil Boubakeur, recteur de la Grande Mosquée de Paris a suggéré de transformer les églises inutilisées en mosquées avant de revenir sur sa proposition.
Dans certains lieux particuliers, comme les aéroports, les hôpitaux ou bien les prisons on peut trouver des lieux de recueillement multiconfessionnels.
Une autre catégorie de lieux de culte se développe également intégrant dès la construction de l'édifice le caractère multiconfessionnel comme la Chapelle de la Croisée des Chemins en France, le Temple de Moncton au Canada ou le projet "friday, saturday, sunday" des architectes britanniques Leon, Lloyd et Saleem, le projet "Tri Faith" à Omaha (Nebraska, USA) ou le projet "House of One" à Berlin.